# Castel San Pietro (Ton)
Castel San Pietro è un antico castello che si trova ad un'altitudine di 864 m s.l.m. sulle montagne tra la val di Non e la valle dell'Adige, in Trentino.
Costruito dai Thun nella seconda metà del XIII secolo, se ne conservano oggi i ruderi, tra i quali un raro esempio di torre cilindrica. Sorge su uno sperone di roccia nella valle omonima ad un'ora di cammino da Vigo di Ton in provincia di Trento.

## Storia

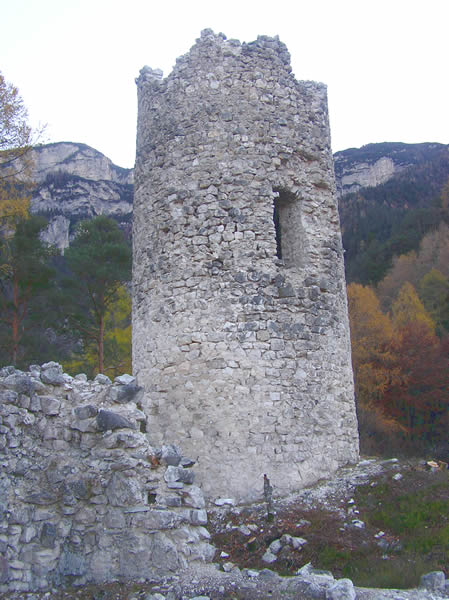
La torre di Castel San Pietro

Il silenzio delle fonti documentarie prima del 1321 e la particolare forma della torre hanno portato ad ipotizzare l'origine romana del castello, inoltre si pensa che la fortificazione sorgesse lungo un'antica via romana che collegava la Val di Non con la val d'Adige attraverso il passo di Roccapiana, dunque la zona a sinistra del Noce con la via Claudia Augusta. La torre di San Pietro dunque era in collegamento visivo con altre fortificazioni della valle in particolare con castel Corona, castel Belasi e castel Sporo.
La prima menzione del castello risale al 1321, nella concessione alla comunità di Dardine del Monte Malachino, nella quale i faggi verso San Pietro costituivano uno dei confini. Alcuni studiosi sostengono che l'edificio passò nel 1338 dai Negri di San Pietro, che trassero invece il loro predicato dal quartiere di Trento e non dal castello, ai Thun, seguendo l'errata interpretazione di Giuseppe Pinamonti (precettore di Matteo II Thun) che riportò l'acquisto da parte di Federico, padre di Guarimberto III Thun del castello da Leonardo, nipote di Adelperio di San Pietro. Il documento del 1338 menziona invece l'investitura di un sesto del castello a Simone, figlio di Belvesino Thun. La quota rimanda alla stessa che vantava assieme ai suoi due fratelli della Torre di Visione, poiché Guarimberto II aveva diviso le sue proprietà in sei parti tra i figli, tra questi Belvesino. Si può dunque ipotizzare che il castello fu costruito da Guarimberto II, oppure da uno dei suoi due fratelli, Simone I o Corrado, di cui non sono noti eredi maschi, nella seconda metà del XIII secolo.
Nella seconda metà del XIV secolo, rispettivamente nel 1375 e nel 1400, Guarimberto III fu investito della rocca, che poi passò al figlio Erasmo. Nel corso della guerra rustica, Sigismondo Thun fortificò i castelli dei Thun, tra questi San Pietro, che non fu però assediato dai contadini rivoltosi. Nella seconda metà del secolo il maniero divenne castello da caccia ed armeria.
L'edificio stando alle testimonianze storiche, già verso la fine del XVII secolo era in uno stato di totale abbandono, ad eccezione della chiesa, menzionata negli Atti visitali fino al 1766. La causa del rapido decadimento è da ricercarsi con tutta probabilità nella tristemente famosa «tassa sul coperto» che causò molti strani incendi ai tetti di edifici nobiliari poco utilizzati. Risale proprio a quest'epoca infatti la rovina di castelli come San Pietro e Belfort. L'isolamento in cui giace ormai da due secoli lo ha trasformato inesorabilmente in «un ammasso di pietre e che deve far fronte non più ad un eventuale attacco nemico, ma ad una sottile e capillare invasione della vegetazione circostante».

## Descrizione
Naturalmente difeso da uno strapiombo sul lato occidentale, il castello si trova nella valle del torrente Rinassico, a poco più di 2 km da Vigo di Ton. Secondo una ricostruzione grafica dei ruderi, eseguita da Franco Lancetti, il castello era di notevoli dimensioni e merita di essere riscoperto e valorizzato. La parte più antica del castello, posto a quota 864 m s.l.m., la torre cilindrica leggermente rastremata verso l'alto, è secondo Lancetti risalente ai primi anni dell'insediamento romano in val di Non.
Secondo la ricostruzione effettuata da Lancetti la torre ha un diametro interno di circa sei metri e le mura sono larghe un metro e quaranta, l'altezza doveva essere (visto che ora è mezza) di circa quindici metri. Successivamente in epoca medioevale, attorno all'antica fortificazione si è sviluppata, come in altre zone, un castello munito di ponte levatoio e di mura per, la difesa.

### La cappella di San Pietro
All'interno del castello era presente una cappella dedicata a san Pietro, della quale è ancora possibile scorgere le fondamenta dell'abside, dal diametro di circa tre metri. Consacrata il 23 aprile 1504 dal vescovo di Drivasto Francesco De la Chiesa, suffraganeo del principe vescovo Udalrico Lichtenstein. I Thun chiesero che questa cappella e quella di San Giorgio a Castel Thun potessero essere visitate dai fedeli la domenica, i giorni delle principali festività religiose e in occasione delle feste di san Lorenzo (10 agosto) e san Martino (11 novembre). Nel 1635 fu lasciato un legato di 300 ragnesi da Giacomo Annibale Thun per la celebrazione di dodici messe all'anno da svolgersi nella cappelle di S. Giorgio a Castel Thun, di s. Martino sotto il castello e nella cappella di Castel S.Pietro, al quale si aggiunse un altro legato da parte di Francesco Zamboni di 100 ragnesi per altre quattro messe.
Gli Atti visitali del 1695 indicano che l'altare non era consacrato e le pessime condizioni del tetto; nel 1710 è fornita un'indicazione della localizzazione della cappella, "in Castro Superiori" ed era ribadito lo stato d'abbandono dell'edificio. Nel corso del XVIII secolo venivano celebrate ancora sei messe all'anno nella cappella, che è documentata per l'ultima volta negli Atti visitali del 1766.